# Euproctis compacta
Euproctis compacta är en fjärilsart som beskrevs av Lucas 1895. Euproctis compacta ingår i släktet Euproctis och familjen tofsspinnare. Inga underarter finns listade i Catalogue of Life.